# Lev Perovski
Conde Lev Alexeievich Perovski
Lev Alexeievich Perovski (em em russo:  Лев Алексе́евич Перо́вский ; 9 de setembro de 1792 cerca de Novhorod-Siverski - 21 de novembro de 1856 em San Petersburgo) é uma personalidade do Império Russo, ao mesmo tempo foi um homem de estado (serviu como ministro dos assuntos interiores baixo Nicolau I da Rússia) e minerologista reputado.

## Biografia
É filho ilegítimo do conde Alexei Razoumovsky e de uma burguesa, Maria Mikhailovna Sobolev. O seu nome vem de terras de Perov cerca de Moscovo, que adquiriu à sucessão de seu pai. É o irmão do governador Nikolai Perovski (1785-1858), de Alexei Perovski (1786-1836), e do general Vassili Perovski (1794-1857).
Formado na universidade de Moscovo, participou na guerra de 1812, depois ocupou diversas funções oficiais antes de estar nomeado ministro do interior em 1841.
Em 1845, propôs a criação da Sociedade Geográfica Russa.
O mineralogista alemão Gustav Rose, tem dedicado a ele uma espécie mineral : a perovskita.